# マシュマロ ハネムーン feat. Captain Funk
『マシュマロ ハネムーン feat. Captain Funk」（マシュマロ ハネムーン フィーチャリング キャプテン ファンク）は、岡村靖幸22枚目のシングル。2001年3月28日、Epic Recordsから発売。

## 概要
通常のシングルとしては「真夜中のサイクリング」から1年ぶりのシングルで、初のベスト・アルバム『OH! ベスト』と同日発売。ディスクジャケット写真は、子供の頃の岡村が勉強机の前で椅子に座った写真。

## 収録曲
全曲 作詞・作曲：岡村靖幸
1. マシュマロ ハネムーン feat. Captain Funk（5：39）[3]
  - 編曲：岡村靖幸・オオエタツヤ
2. マシュマロ ハネムーン （CO-FUSION REMIX）（4：39）[3]
3. マシュマロ ハネムーン （テキスト・フォーマットMIX）（6：24）[3]

## 収録アルバム
| 曲名                                                | 収録アルバム         | 備考                                       |
| --------------------------------------------------- | -------------------- | ------------------------------------------ |
| マシュマロ ハネムーン feat. Captain Funk            | 『エチケット』       | リアレンジバージョン（パープルジャケット） |
| マシュマロ ハネムーン （CO-FUSION REMIX）           | 『岡村ちゃん大百科』 |                                            |
| マシュマロ ハネムーン （テキスト・フォーマットMIX） | 『岡村ちゃん大百科』 |                                            |